# Der Ring des Nibelungen

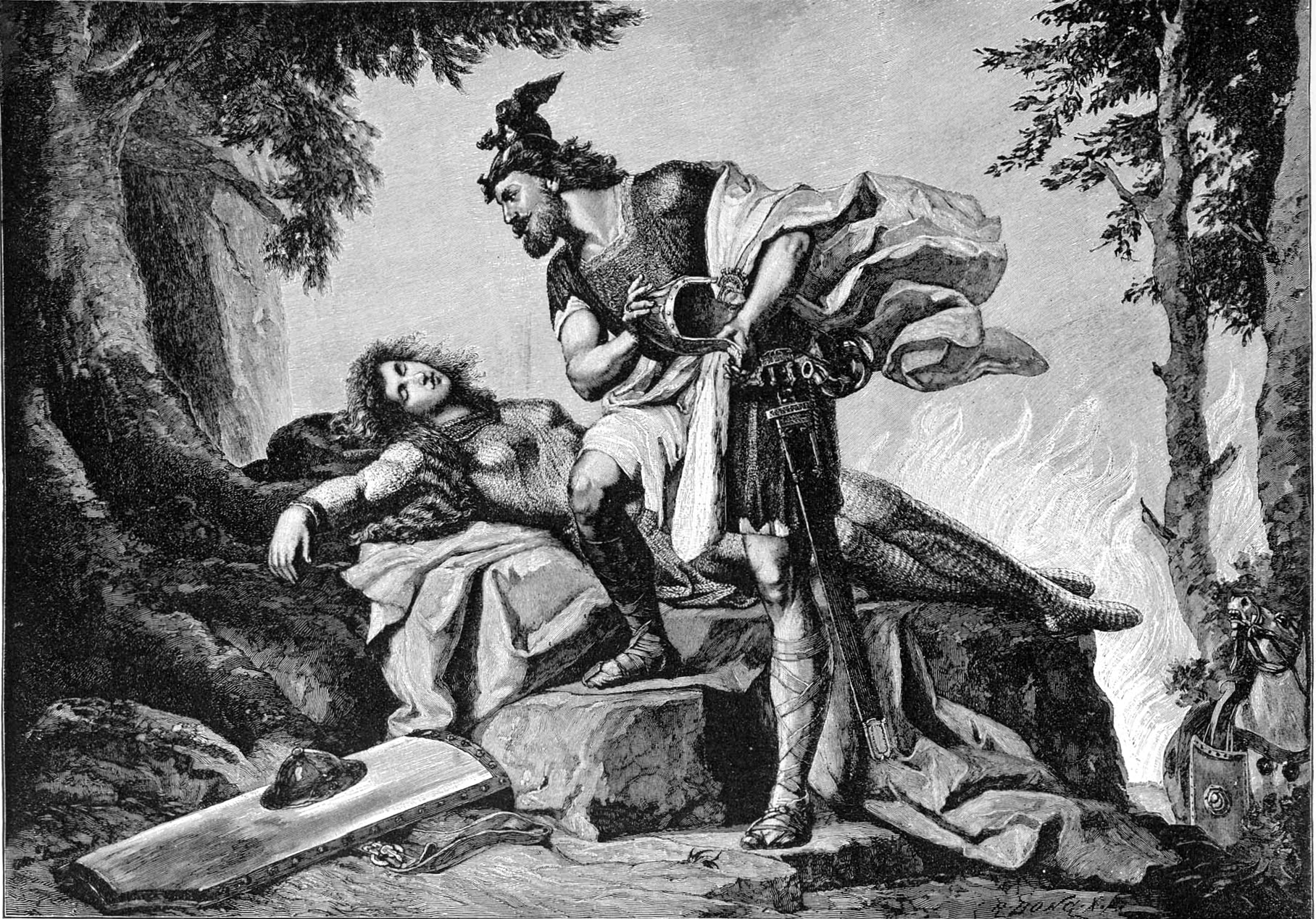
Der Ring des Nibelungen

Der Ring des Nibelungen (Chiếc nhẫn của người Nibelung) là một chùm các vở opera của Richard Wagner. Nó được dựa chủ yếu vào thần thoại Bắc Âu (giống thần thoại Đức), và bài ca của Nibelung (Nibelungenlied). Vở opera gồm 4 vở nhỏ hơn, là:
- Das Rheingold 1854 (Vàng sông Rhine)
- Die Walküre 1856 (Nữ chiến binh)
- Siegfried 1871 (Anh hùng Siegfried)
- Götterdämmerung 1874 (Ragnarok)

Der Ring des Nibelungen là tác phẩm có ảnh hưởng lớn đến văn hóa hiện đại. Đặc biệt là giới opera.